# Santa Teresa (Nicarágua)
Santa Teresa é um município da Nicarágua, situado no departamento de Carazo. Tem 213 km² de área e sua população em 2020 foi estimada em 18.116 habitantes.